# دوانداس کاناکالا
دِوانداس کاناکالا (تامیلی: దేవదాస్ కనకాల؛ ‏ ۳۰ ژوئیهٔ ۱۹۴۵ – ۲ اوت ۲۰۱۹) بازیگر و تهیه‌کننده فیلم اهل هند بود.
از فیلم‌ها یا مجموعه‌های تلویزیونی که وی در آن‌ها نقش داشته‌است، می‌توان به حقیقت، یک مرد، مالیسواری و روبات اشاره نمود.